# Енікьой
Енікьой (рум. Enichioi) — село в Кантемірському районі Молдови. Адміністративний центр однойменної комуни, до складу якої також входять села Бобочіка, Флорічіка та Цоліка.
Населення — 936 чоловік (2004).